# Thinking 'Bout You
«Thinking 'Bout You» (En español: «Pensando en Ti») es una canción de la cantante albano-británica Dua Lipa de su álbum de estudio debut homónimo (2017), que sirve como la novena pista del álbum. Se estrenó por Warner Bros. Records el 6 de enero de 2017 como el segundo sencillo promocional del álbum.

## Composición
Musicalmente es una acústica pop y R&B balada que contiene elementos de blues y soul. La canción está compuesta en 4
4 tiempos con clave de E minor, con un tempo de 91 latidos por minuto. La introducción de la canción sigue una secuencia Cmaj7-Bm7-Am7-Bm7-E5 y está acompañada por una guitarra acústica. La voz de Lipa es rasposa y va desde E3 hasta D5. Sarah Grant de Rolling Stone la llamó una canción amorosa mientras que Much la llamó una serenata conmovedora. Ben Hogwood de musicOMH escribió que la canción "da un paso atrás, pintando una imagen de pérdida, pero se siente inacabada a pesar de sus sentimientos. Jamie Milton de NME escribió que la canción "comienza como un quemador lento acústico, pero pronto se revela como un petardo ingenioso.

## Recepción crítica
Escribiendo para Rolling Stone, Sarah Grant comentó que la canción "revela un lado más profundo de la composición de canciones de [Lipa]". Much dijo que la canción "muestra la versatilidad [de Lipa]".

## Vídeo musical
El video musical oficial de la canción fue dirigido por Jake Jelicich y fue publicado el 22 de febrero de 2017. El video de pantalla dividida ve a Lipa con una sudadera negra, acostada en una cama antes de sentarse y esconderse detrás de algunas cortinas. La primera pantalla muestra los primeros planos del cuerpo de Lipa mientras que la segunda muestra su cuerpo completo. l video se comparó con Requiem for a Dream, dirigido por Darren Aronofsky.

## Lista de ediciones
| Descarga digital |                     |          |  |
| N.º              | Título              | Duración |  |
| 1.               | «Thinkin 'Bout You» | 2:51     |  |

| Descarga digital – Decco Remix |                                   |          |  |
| N.º                            | Título                            | Duración |  |
| 1.                             | «Thinkin 'Bout You» (Decco Remix) | 3:49     |  |

## Posicionamiento en listas
| Listas (2017)               | Mejor posición |
| --------------------------- | -------------- |
| Bélgica (Ultratop) Flanders | 6              |

## Certificaciones
| País (organismo certificador) | Certificación | Unidades certificadas |
| ----------------------------- | ------------- | --------------------- |
| Polonia (ZPAV)                | Oro           | 25 000                |

## Historial de lanzamiento
| País   | Fecha              | Formato                     | Versión     | Discográfica | Ref    |
| ------ | ------------------ | --------------------------- | ----------- | ------------ | ------ |
| Varios | 6 de enero de 2017 | Descarga digital, Streaming | Original    | Warner       | [ 12 ] |
| Varios | 6 de enero de 2017 | Descarga digital, Streaming | Decco Remix | Warner       | [ 13 ] |